# Maysoon Zayid
Maysoon Zayid (in arabo ميسون زايد; Cliffside Park, 7 marzo 1974) è un'attrice, comica e attivista statunitense di origini palestinesi affetta da paralisi cerebrale.
In un'intervista rilasciata alla BBC lei stessa si definisce "una palestinese musulmana vergine con paralisi cerebrale, del New Jersey, che è attrice, comica e attivista". È considerata una tra le prime attrici comiche statunitensi di religione islamica e la prima persona in assoluto ad essersi esibita in una stand up comedy in Palestina e Giordania.

## Attrice
Zayid ottenne la laurea in belle arti presso l'Università statale dell'Arizona. Iniziò la sua carriera recitativa come comparsa nella soap opera Così gira il mondo e con apparizioni in serie televisive quali Law & Order, NBC Nightly News e nel programma della NBC 20/20. Interpretò anche una parte nel film di Adam Sandler Zohan - Tutte le donne vengono al pettine del 2008.
Nell'autunno del 2006 debuttò nel suo primo spettacolo da monologhista Little American Whore, prodotto e diretto da Kathy Najimy e andato in onda sul canale statunitense Comedy Central. Nell'autunno 2009 Maysoon divenne la protagonista del programma.

## Comica e attivista
Durante le sue prime esperienze recitative, Maysoon trovò la sua disabilità e la sua etnia fortemente limitanti per la sua carriera. Decise dunque di dedicarsi principalmente alle stand up comedy e iniziò a comparire in alcuni spettacoli presso diversi locali di New York tra i quali Caroline's, Gotham e Stand Up NY, dove affrontò tematiche serie quali il terrorismo e il conflitto Israelo-Palestinese.
Fu cofondatrice del New York Arab-American Comedy Festival nel 2003 insieme al comico Dean Obeidallah. Si tiene annualmente a New York e mette in mostra comici, attori, drammaturghi e registi arabo-americani.
Maysoon è stata parte del cast del documentario The Muslims Are Coming!, formato da un gruppo di comici musulmani e celebrità (quali Jon Stewart, David Cross, Janeane Garofalo e Rachel Maddow) in un tour negli Stati Uniti per la lotta contro l'islamofobia.

## Volontariato
Maysoon trascorre tre mesi all'anno in Palestina portando avanti un programma di educazione artistica per bambini disabili e orfani nei campi per rifugiati. Aiuta i bambini a usare l'arte per affrontare il trauma e per colmare il divario tra bambini disabili e normodotati. L'80% dei finanziamenti per questi campi arriva dal suo lavoro sul palcoscenico.